# Porte Saint-Denis
La porte Saint-Denis és un monument  parisenc col·locat sobre el traçat de l'antic recinte de  Carles V destruït per  Lluís XIV.

## Història
La porte Saint-Denis va ser transformada el 1672 per l'arquitecte François Blondel i l'escultor Michel Anguier per ordre de Lluís XIV, en honor de les seves victòries al Rin i a Franc Comtat, i a les despeses de la ciutat. Va ser construïda sobre un bastió (que es construeix al segle precedent, i destrueix aleshores), a l'emplaçament d'una porta medieval al recinte de Carles V.
S'hi han projectat treballs de  restauració l'any 1988.

## Descripció
La porte Saint-Denis és un arc de triomf inspirat en l'arc de Titus a Roma.
És perforat per un gran arc i dues petites portes, practicades als pedestals ajuntats als peus. Del costat de la ciutat (al sud), compromesos a la superfície dels peus fins a alçada de l'entaulament de l'edifici, s'eleven els obeliscs carregats de trofeus. Al seu peu, dues figures assegudes, esculpides segons dibuixos de Lebrun, representen les Províncies Unides.
Sobre l'arc, entre l'arquivolta i l'entaulament es troben els baixos relleus de Michel Anguier.
Al fris de l'entaulament hi ha inscrita en lletres de bronze la dedicatòria «Ludovico magno».

## Proporcions i dimensions
August Choisy, en la seva Histoire de l'architecture dona la composició de la Porte Saint-Denis, basada en la divisió per dos i per tres d'un quadrat.
El monument fa 24,65 metres d'alçada, 25 metres de llargada i 5 metres de gruix. L'arcada fa 15,35 metres amb clau i 8 metres d'obertura; les petites portes fan 3,30 metres sobre 1,70.